# Aulo Postumio Albo Regillense (console 496 a.C.)
Aulo Postumio Albo Regillense (latino: Aulus Postumius Albus Regillensis; fl. V secolo a.C.) è stato un politico e militare romano, dittatore e poi console della Repubblica romana all'inizio del V secolo a.C.

## Biografia
| Denario | Denario                                                                                             |
| --- | --------------------------------------------------------------------------------------------------- |
| | |
| Busto di Diana; sotto ROMA | Tre cavalieri al galoppo che seguono uno stendardo sopra un nemico caduto. In esergo: A ALBINVS S F |
| Denario romano coniato da Aulo Postumio Albino nel 96 a.C. I cavalieri al rovescio ricordano la battaglia di Lago Regillo dove, secondo la tradizione, Aulo Regillense lanciò uno stendardo tra le schiere nemiche. | |

Era il 499 a.C. quando fu nominato dittatore, il secondo nell'allora breve storia della Repubblica romana, a causa dell'approssimarsi dello scontro con la lega delle città latine, guidate da Tarquinio il Superbo e da suo genero, Ottavio Mamilio, dittatore della città di Tusculum.
Lo scontro, la battaglia del Lago Regillo, si combatté in quell'anno nel territorio della città latina, e fu particolarmente aspro e sanguinoso.
(Tito Livio, Ab Urbe condita libri, Libro II, 19)
Secondo il racconto di Livio, quando Aulo Postumio si accorse che l'esercito romano cominciava a indietreggiare di fronte al nemico, ordinò alla propria coorte di passare per le armi chiunque fosse trovato a fuggire dal campo di battaglia.
(Tito Livio, Ab Urbe condita libri, Libro II, 20)
La battaglia si risolse con la vittoria dei romani, e al dittatore fu concesso l'onore del trionfo in città, trionfo che Aulo Postumio dedicò a Cerere, oltre l'appellativo Regillense che completò il suo nome.
Fu console nel 496 a.C., eletto per quell'anno con Tito Verginio Tricosto Celiomontano. Nel 493 a.C. fondò sull'Aventino il santuario di Cerere, Libero e Libera.